# 萩原勇
萩原 勇（はぎわら いさむ、1975年7月24日 - ）は、日本の政治家。茨城県龍ケ崎市長（1期）。元茨城県議会議員（4期）、元龍ケ崎市議会議員（1期）。

## 来歴
茨城県龍ケ崎市生まれ。龍ケ崎市立龍ケ崎小学校、龍ケ崎市立城南中学校、茨城県立牛久高等学校、中央学院大学法学部卒業。明治大学ガバナンス研究科修了。1999年、参議院議員の狩野安の秘書となる。
2007年、龍ケ崎市議会議員選挙に立候補し初当選。
2009年12月20日に行われた茨城県議会議員の龍ケ崎市選挙区の補欠選挙に無所属で立候補し、民主党新人の梅野英城を破り初当選。
2018年12年の県議選は自由民主党公認で立候補し4選。
2021年12月19日に行われた龍ケ崎市長選挙に自由民主党・国民民主党の推薦を受けて立候補。候補者は現職の中山一生、元市議の藤木妙子、萩原の計3人。市では同年3月に当時の副市長の川村光男と、中山の支援者で市社会福祉協議会理事の川北恵一郎が官製談合防止法違反容疑で逮捕されており、再発防止を含めた市役所の信頼回復と、3期12年間の中山市政への評価が問われた。萩原は事件に関する市の説明不足を批判。大差で他候補を破り初当選を果たした。2022年1月18日、市長就任。
2022年2月2日、新型コロナウイルス感染者の濃厚接触者にあたる可能性があったことから、自宅待機を開始。4日に受けたPCR検査では陰性だったが、5日、発熱やせきなどの症状を発し、7日、再びPCR検査を受けたところ、陽性が判明した。

## 不祥事
2023年4月23日に投開票された龍ケ崎市議会議員選挙の告示前、立候補を予定する市議11人に「陣中見舞い」として現金を配っていたことがわかった。公職選挙法が禁じる選挙区内での寄付にあたる恐れがあるとの指摘を受けて、すべて回収したという。萩原は同月28日の市長定例記者会見で「法律順守に対する認識が甘かった。市民におわびしたい」と述べた。金額は1～2万円で11人のうち3人は受け取らなかったが、その後、関係者から公職選挙法違反にあたる可能性があると指摘され、各市議に連絡して残りの8人からも16日の告示前に全額を返してもらったという。